# Antimon(III)-fluorid
Antimon(III)-fluorid oder Antimontrifluorid ist eine anorganische chemische Verbindung des Antimons aus der Gruppe der Fluoride. Bei Raumtemperatur ist Antimon(III)-fluorid ein weiß bis gräulicher kristalliner Feststoff mit stechendem Geruch. Die Verbindung ist sowohl giftig, krebserzeugend, als auch ätzend.

## Gewinnung und Darstellung
Antimontrifluorid lässt sich durch Reaktion von wasserfreiem Fluorwasserstoff mit Antimon(III)-oxid herstellen. Hierbei entsteht Antimon(III)-fluorid und Wasser.
{\displaystyle {\ce {Sb2O3 + 6HF -> 2SbF3 + 3H2O}}}

## Eigenschaften

### Physikalische Eigenschaften
Antimon(III)-fluorid autodissoziert zu Difluoroantimon(III)-Kationen und Tetrafluoroantimonat(III)-Anionen.
{\displaystyle {\ce {2SbF3 <=> SbF2+ + SbF4-}}}
Dadurch leitet geschmolzenes Antimontrifluorid auch elektrischen Strom. Die Difluoroantimon(III)-Kationen werden von umgebenden Antimon(III)-fluorid-Molekülen stabilisiert. Antimon(III)-fluorid kristallisiert orthorhombisch, Raumgruppe C2cm (Raumgruppen-Nr. 40, Stellung 4), mit den Gitterparametern a = 4,95 Å, b = 7,46 Å und c = 7,26 Å.

### Chemische Eigenschaften
Antimon(III)-fluorid ist eine starke Lewis-Säure aber eine verhältnismäßig schwache Lewis-Base. Mit Donorfluoriden bildet es Fluorokomplexe.

## Verwendung
Antimon(III)-fluorid wird als mäßig aktives Fluorierungsmittel, bevorzugt für niedrig schmelzende Fluoride, verwendet. Diese lassen sich anschließend vom überschüssigen Antimon(III)-fluorid abdestillieren. Außerdem dient es als Beizmittel zum Färben und wird bei der Herstellung von Keramik verwendet.

## Sicherheitshinweise
Antimon(III)-fluorid ist für den Menschen giftig. Einatmen von Antimon(III)-fluorid kann zu chemischer Lungenentzündung und Lungenödem führen. Der direkte Kontakt kann zu starken Schädigungen der Haut, der Gewebe der Schleimhäute sowie der Atemwege und der Augen führen.